# Operation Flashpoint: Resistance
Operation Flashpoint: Resistance – rozszerzenie gry komputerowej Operation Flashpoint: Cold War Crisis, dodające do gry kilkanaście nowych modeli pojazdów, a także nowe możliwości (m.in. korzystania z broni krótkiej oraz prowadzenia motocykli).
Akcja gry przenosi gracza 3 lata wstecz, do 1982 roku i przedstawia wydarzenia poprzedzające fabułę Operation Flashpoint: Cold War Crisis. Jako Victor Troska gracz musi stanąć na czele miejscowej partyzantki FIA (Free Island Army), by odeprzeć atak wojsk radzieckich dowodzonych przez pułkownika Aleksieja Vasilija Gubę.

## Postacie

### Postacie główne
- Victor Troska – główny bohater, weteran, ma stopień majora, nie wiadomo, gdzie wcześniej walczył wiemy tylko że z Sowietami, na wyspie szukał spokoju i ukojenia po dawnych walkach i dramatycznych wspomnieniach. Inwazja na wyspę burzy jednak jego spokój. Mieszkał w małej wiosce górskiej o nazwie Dolina. Pracował w stolicy jako urzędnik. Miał motocykl Jawę.
- James Gastovski – znany z poprzedniej części elitarny komandos, lecz w tej części gry posiada stopień majora. Przeniknął na wyspę Nogova jako wsparcie dla Victora i partyzantów. Konsultował działania swoje i partyzantów z dowództwem NATO.
- Aleksiej Vasilij Guba – główny dowódca wojsk sowieckich na wyspie. Pułkownik. Cierpiał na manię wielkości, był niezrównoważony psychicznie. Chciał zająć wyspę za wszelką cenę.
- Geronimo – jeden z dowódców oddziałów partyzantki, prawa ręka Victora i jego bliski przyjaciel.

### Postacie drugorzędne
- Tom – przyjaciel Victora, uczestniczył z nim w walkach przed laty. Po raz pierwszy poznajemy go w intro, kiedy to podwozi Victora do miasta przemysłowego Petrovice. Zamieszkiwał w tej samej wiosce co główny bohater. Właściciel niebieskiej Skody 105L. Od misji "Rozstaje" słuch po nim zaginął, prawdopodobnie zginął, gdyż w dalszej części gry wioska Dolina była pod panowaniem Sowietów.
- Liz – bliska przyjaciółka Victora. Jej mąż, Adam, zginął na wojnie, za co obwiniał się Victor. Ginie w nieudanych negocjacjach Victora z Gubą.
- Anton – kolejny mieszkaniec Doliny. Brał udział w nieudanym ataku na konwój radziecki, uciekając schronił się w szopie Victora, w której zmarł od ran.
- Gabriel – jeden z dwójki partyzantów którzy przyszli do Victora by prosić go o pomoc. Zginął w trakcie ataku sił Guby na obóz rebeliantów.
- Diabeł Tasmański – pseudonim tajnego informatora Ruchu Oporu. To on włamywał się do audycji radiowej i wzywał obywateli Nogovy do walki i podał współrzędne obozu rebeliantów. Potem informował Victora głównie o nadjeżdżających posiłkach wroga. Ginie pod koniec 15 misji zdradzając Trosce ostatnie położenia wojsk radzieckich i Guby na Nogovie. Nie poznajemy jego tożsamości.